# An American in the Making
An American in the Making è un cortometraggio muto del 1913 diretto da Carl Gregory. Dovrebbe essere l'esordio come regista per Gregory che aveva iniziato la carriera come direttore della fotografia.
La famiglia protagonista della storia era una famiglia anche nella vita reale: Harry Benham e sua moglie Ethyle Cooke erano due degli attori più conosciuti della Thanhouser e il piccolo Leland era il loro vero figlio. Nato nel 1905, aveva iniziato a recitare fin da piccolo, diventando un attore bambino che, in cinque anni di carriera, avrebbe poi girato oltre cinquanta pellicole.

## Trama
Un immigrato viene accolto da un parente che vive negli Stati Uniti: questi gli trova un lavoro e gli mostra i diversi sistemi di protezione messi in atto per la sicurezza dei lavoratori.

## Produzione
Il film fu prodotto dalla Thanhouser Film Corporation. Venne girato in parte a New York - a Ellis Island e alla Penn Station di Manhattan - e a Lorain, in Ohio e a Gary, nell'Indiana.

## Distribuzione
Distribuito dalla Mutual Film, uscì nelle sale cinematografiche USA il 22 aprile 1913.
Copia del film - un positivo in 35 mm - viene conservata negli (American) National Archives. Masterizzato, è stato inserito in un'antologia dal titolo Treasures III: Social Issues in American Film (1900-1934), distribuito in DVD dalla National Film Preservation Foundation nel 2007.
Nel 2001, la pellicola è stata presentata al Cinefest di Syracuse nell'ambito del Tribute to Thanhouser (Omaggio a Thanhouser), alla presenza di Edwin W. Thanhouser, nipote di Edwin Thanhouser, il fondatore della casa di produzione di New Rochelle.